# شيرمان إس. روجرز
شيرمان إس. روجرز (بالإنجليزية: Sherman S. Rogers)‏ هو سياسي أمريكي، ولد في 16 أبريل 1830، وتوفي في 23 مارس 1900. حزبياً، نشط في الحزب الجمهوري. وقد انتخب عضو مجلس ولاية نيويورك.